# One Love Manchester
One Love Manchester (с англ. — «Одна любовь Манчестер») — благотворительный концерт, состоявшийся 4 июня 2017 года, который был организован американской певицей Арианой Гранде, Саймоном Мораном, Мелвином Бенном и Скутером Брауном в ответ на теракт после концерта Гранде на Манчестер Арене двумя неделями ранее. Концерт состоялся на крикетном поле Олд Траффорд в Олд Траффорде, Большой Манчестер, и транслировался в прямом эфире на BBC One в Великобритании с ведущими Сарой Кокс и Оре Одубой. На концерте присутствовали 55 000 человек. Среди приглашенных звезд были Джастин Бибер, The Black Eyed Peas, Coldplay, Майли Сайрус, Мак Миллер, Маркус Мамфорд, Найл Хоран, Литтл Микс, Кэти Перри, Take That, Имоджен Куч, Фаррелл Уильямс, Робби Уильямс и Лиам Галлахер.
Доходы от мероприятия пошли в Фонд чрезвычайной помощи «Мы любим Манчестер», который был создан городским советом Манчестера и Британским Красным Крестом после взрыва 22 мая, в результате которого погибли 22 посетителя концерта и более 500 получили ранения. Средства пойдут на помощь пострадавшим и их семьям. Британский Красный Крест сообщил, что за 12 часов после концерта он получил более 10 миллионов фунтов стерлингов пожертвований. Несмотря на разницу в часовых поясах, сети по меньшей мере из 50 стран транслировали концерт в прямом эфире, который одновременно транслировался в прямом эфире на различных платформах, включая Twitter, Facebook и YouTube.
Нью-йоркский Vulture.com оценил это событие как концерт № 1 в 2017 году.

## История
22 мая 2017 года на Манчестер Арене в Манчестере, Англия, был совершен взрыв бомбы смертником после выступления американской певицы Арианы Гранде в рамках тура певицы Dangerous Woman Tour. 22 из посетителей концерта и родителей, которые стояли у входа, ожидая, чтобы забрать своих детей после шоу, были убиты, более 800 получили ранения, и 116 из них получили серьезные ранения.
Через несколько часов после взрыва сама Гранде написала в Твиттере: Сломлена. Сожалею от всего сердца. У меня нет слов. Твит на короткое время стал самым популярным в истории. Впоследствии Гранде приостановила свое турне и полетела в дом своей матери в Бока-Ратон, штат Флорида. 26 мая она объявила, что проведет благотворительный концерт в Манчестере в память о жертвах нападения.